# Pachycladon cheesmanii
Pachycladon cheesmanii är en korsblommig växtart som beskrevs av Peter B. Heenan och A.D. Mitchell. Pachycladon cheesmanii ingår i släktet Pachycladon och familjen korsblommiga växter. Inga underarter finns listade i Catalogue of Life.